# Fuente de Oro (ort)
Fuente de Oro är en ort i Colombia.   Den ligger i departementet Meta, i den centrala delen av landet, 140 km söder om huvudstaden Bogotá. Fuente de Oro ligger 301 meter över havet och antalet invånare är 3 609.
Terrängen runt Fuente de Oro är platt. Runt Fuente de Oro är det mycket glesbefolkat, med 4 invånare per kvadratkilometer. Närmaste större samhälle är Granada, 13,2 km nordväst om Fuente de Oro. Omgivningarna runt Fuente de Oro är huvudsakligen savann.